# 草火讹可
完颜讹可（？—1232年），因为喜欢以草火烧燎俘虏，时称草火讹可，又称草讹可、火燎元帅。金朝末年皇族，完颜氏，女真人。
完颜讹可是护卫出身。兴定三年（1219年）十一月，以同签枢密院事，行院事于河北。正大六年（1229年）十二月，以权签枢密院事，与移剌蒲阿领兵解庆阳之围，屯兵邠州。正大八年（1231年）九月，蒙古军攻河中府（治今山西永济西蒲州镇），与元帅板子讹可领兵三万前往防守，被蒙古兵所围，坚守孤城三月有余。十二月，力尽城破，搏战数十合，被蒙古俘杀。